# Beats Music
Chronologie des versions
MOG Apple Music
Beats Music est un service de streaming de musique en ligne basé sur abonnement appartenant à la division Beats Electronics (racheté par Apple) développé en 2012, et interrompu le 30 novembre 2015.
Développé sous le nom de Daisy, ce service combine la personnalisation basée sur un algorithme avec des suggestions musicales d'experts provenant de diverses sources. Le service s'est appuyé sur la ligne d'électronique grand public de Beats et son acquisition 2012 du service similaire MOG. Le service a été lancé aux États-Unis le 21 janvier 2014.
Beats Music a été acquis par Apple. Dans le cadre de son achat de Beats Electronics en mai 2014, Beats Music a été interrompu en même temps que le lancement d'Apple Music le 30 juin 2015. Les abonnements ont été migrés vers le nouveau service. Beats Music a été complètement interrompu le 30 novembre 2015.

## Histoire

### Lancement
Le 2 juillet 2012, Beats a annoncé qu'il avait acquis le service de musique en ligne MOG, dans un achat qui aurait été entre 10 et 16 millions de dollars. Beats a déclaré que cette acquisition faisait partie de l'objectif de la société de développer une «véritable expérience musicale de bout en bout». L'acquisition ne comprenait pas le réseau de blogs et de publicité de la société, le MOG Music Network,, qui a été vendu dans une transaction distincte à la société de télédiffusion Townsquare Media en août 2012. MOG a d'abord indiqué qu'elle continuerait à fonctionner indépendamment sans changement immédiat de service.
Quelques mois plus tard, en décembre 2012, la société a embauché Trent Reznor du groupe Nine Inch Nails pour servir de Chief Creative Officer et pour développer un nouveau service musical intitulé «Daisy». Contrairement à ses concurrents tels que Spotify, dans Daisy le plan était d'utiliser la «personnalisation» basée sur les habitudes d'écoute des utilisateurs en combinaison avec des conservateurs de musique experts pour suggérer des pistes. La société avait initialement annoncé un lancement d'ici la fin de 2013. La société avait embauché des membres de l'industrie de la musique, des personnalités de la radio et des auteurs-compositeurs pour servir d'équipe de cution musicale pour le service, dirigée par l'ex-directrice de Clear Channel Communications et Julie Pilat, directrice musicale de KIIS-FM.
En août 2013, une page de destination a été découverte pour Daisy sous son nom final, "Beats Music". Le service a été officiellement dévoilé en janvier 2014, pour un lancement aux États-Unis le 21 janvier 2014. En février 2014, Beats Music a conclu un accord de licence avec Merlin Network, un groupe représentant plusieurs grands labels indépendants. Bien qu'aucun détail financier n'ait été divulgué, Beats a indiqué qu'il paierait les étiquettes aux mêmes taux que les grands labels.
Le 4 mars 2014, Beats Music a acquis Topspin Media, une société qui s'occupe de la monétisation de la musique et de la construction de relations entre les musiciens et leurs fans. Beats Music PDG Ian Rogers avait quitté Topspin pour rejoindre le service.

### Acquisition par Apple et arrêt
Le 28 mai 2014, Apple. a annoncé qu'il achèterait à la fois Beats Electronics et Beats Music pour 3 milliards de dollars américains en cash et en actions. Le Wall Street Journal a rapporté que Apple avait évalué Beats Music à « un peu moins de 500 millions de dollars » Après l'achat, le PDG de Beats Music, Ian Rogers, superviserait à la fois Beats Music et le service de radio iTunes iTunes ad-supported.
Il a ensuite été rapporté par Business Insider que Apple envisageait de fusionner les deux services ensemble. Apple avait embauché la radio britannique notée Zane Lowe de DJ pour servir en tant que conservateur de musique. Il a également été rapporté que, dans le cadre de négociations avec les maisons de disques pour le nouveau service, Apple avait tenté d'encourager les maisons de disques à retirer leur contenu des niveaux gratuits et ad-supportés de services concurrents tels que Spotify afin de favoriser l'adoption de la Un nouveau service, et a offert une incitation à Universal Music Group pour retirer son contenu de YouTube. Le ministère américain de la Justice et la Commission fédérale du commerce ont ouvert une enquête sur ce prétendu cartel en mai 2015,.
Apple Music a été dévoilé lors de la conférence mondiale des développeurs d'Apple le 8 juin 2015 et lancé le 30 juin 2015. Parallèlement au lancement public d'Apple Music, Beats Music a été immédiatement abandonné. Les utilisateurs peuvent migrer leurs abonnements Beats Music, y compris leur compte, leurs playlists et leurs chansons, vers le nouveau service,.

## Caractéristiques
Beats Music a offert une bibliothèque de plus de 20 millions de chansons qui pourraient être diffusés sur demande par les utilisateurs. Les utilisateurs pouvaient télécharger des chansons pour la lecture hors ligne, qui sont restées accessibles pendant la période de leur abonnement. Le service a utilisé un système de personnalisation combinant des recommandations basées sur des habitudes d'écoute et des algorithmes avec curation humaine et des playlists de professionnels de la musique et des publications telles que Rolling Stone, Rap Radar et Pitchfork.
Les recherches de morceaux ont mis en priorité l'original, les enregistrements maîtres de chansons sur d'autres versions (comme les couvertures). Une fonctionnalité connue sous le nom de « The Sentence » permet aux utilisateurs de créer des listes de lecture en remplissant quatre espaces dans une phrase avec des mots décrivant diverses activités, humeurs et genres.
Le plan d'abonnement de base a permis d'accéder au service sur trois appareils pour 9,99 $ US par mois, ou 99,99 $ US par année. Avec une interface web, les applications étaient disponibles pour Android, iOS et Windows Phone. Sonos a annoncé que Beats Music prendrait également en charge ses systèmes de haut-parleurs sans fil au lancement. Un plan familial avec un soutien pour jusqu'à 5 personnes et 10 appareils était également disponible pour 14,99 $ par mois, exclusif aux abonnés au régime familial sur AT&T Mobility. Les abonnés d'AT&T ont également pu accéder à une période d'essai gratuite plus longue.

## Marketing
Une publicité pour le service mettant en vedette Ellen DeGeneres a été diffusée lors du Super Bowl XLVIII.
En février 2014. Imitant le conte de fées The Three Bears, l'annonce en vedette Ellen jouant le rôle de Goldilocks.

## Direction
- Jimmy Iovine - cofondateur et président du conseil
- Dr. Dre - cofondateur
- Luke Wood - Président
- Bozoma Saint John - Premier vice-président, chef du marketing mondial
- Trent Reznor - Directeur de la création
- Ian Rogers - Chef de la direction
- Matthew Costello - Directeur de l'exploitation